# Laurent Toscan
Laurent Toscan, francisation de Lorenzo Toscani (né à Milan et mort vers 1537) est un ecclésiastique italien qui fut  évêque commendataire de Lodève de 1528 à 1537.
Lorenzo Toscani protonotaire apostolique est un prélat italien, naturalisé français en 1527, qui est déjà administrateur du diocèse de Cahors, lorsqu'il est nommé par le roi François Ier évêque commendataire de Lodève. Il est confirmé par le pape Clément VII. Il prend possession  de son diocèse par procuration et le résigne en faveur de son successeur. Son frère Jean Mathieu Toscan, poète en langue latine a fait son épitaphe.